# Izland megyéi
Izlandnak 23 megyéje (Izlandi nyelven: sýslur), és 25 önálló városa (izlandiul: kaupstaðir) van. Ma már ez a felosztás nem annyira jelentős, mivel a közigazgatást már nem érinti. Manapság Izland 26 magisztrátusra oszlik, melynek a helyi rendőrség alá van rendelve, valamint a nem egyházi esküvők hitelesítését is végzi. 

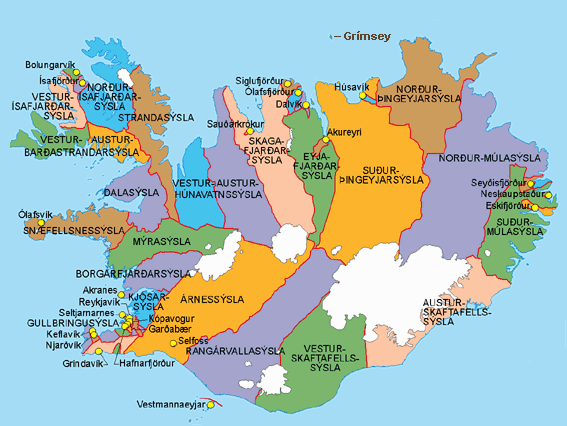
Izland megyéinek és önálló városainak térképe

## Izland megyei szintű közigazgatásának felépítése
A független, vagy más néven önálló városok rendszerét a 18. században hozták létre és ez a gyakorlat egészen 1983-ig érvényben is maradt, amikor is az utolsó önálló várost is kinevezték, amely Ólafsvík. 

### Hagyományos értelemben vett megyék
- Árnessýsla
- Austur-Barðastrandarsýsla
- Austur-Húnavatnssýsla
- Austur-Skaftafellssýsla
- Borgarfjarðarsýsla
- Dalasýsla
- Eyjafjarðarsýsla
- Gullbringusýsla
- Kjósarsýsla
- Mýrasýsla
- Norður-Ísafjarðarsýsla
- Norður-Múlasýsla
- Norður-Þingeyjarsýsla
- Rangárvallasýsla
- Skagafjarðarsýsla
- Snæfellsnes-og Hnappadalssýsla
- Strandasýsla
- Suður-Múlasýsla
- Suður-Þingeyjarsýsla
- Vestur-Barðastrandarsýsla
- Vestur-Húnavatnssýsla
- Vestur-Ísafjarðarsýsla
- Vestur-Skaftafellssýsla

### Önálló városok
A 24 önálló város a következő:
- Álftanes
- Akranes
- Akureyri
- Bolungarvík
- Dalvík
- Eskifjörður
- Garðabær
- Grindavík
- Hafnarfjörður
- Húsavík
- Ísafjörður
- Keflavík
- Kópavogur
- Neskaupstaður
- Ólafsfjörður
- Ólafsvík
- Reykjavík
- Sauðárkrókur
- Selfoss
- Seltjarnarnes
- Seyðisfjörður
- Siglufjörður
- Vestmannaeyjar

## Fordítás
Ez a szócikk részben vagy egészben  a   Counties of Iceland című angol Wikipédia-szócikk ezen változatának fordításán alapul.  Az eredeti cikk szerkesztőit annak laptörténete sorolja fel. Ez a jelzés csupán a megfogalmazás eredetét és a szerzői jogokat jelzi, nem szolgál a cikkben szereplő információk forrásmegjelöléseként.